# Mickey Thomas (chanteur)
Pour les articles homonymes, voir Mickey Thomas.
John Michael « Mickey » Thomas (né le 3 décembre 1950 à Cairo) est un chanteur américain.

## Biographie
Mickey Thomas connaît ses premiers succès au sein de l'Elvin Bishop Group. Il chante notamment le single Fooled Around and Fell in Love, qui se classe no 3 aux États-Unis en mai 1976. Cependant, il est principalement connu pour sa participation au groupe Jefferson Starship. Il rejoint le groupe en avril 1979, à la suite du départ de Marty Balin. Après le départ de Paul Kantner en 1984, le groupe, rebaptisé Starship, classe trois singles en tête des ventes, tous chantés par Thomas : We Built This City, Nothing's Gonna Stop Us Now et Sara (les deux premiers en duo avec Grace Slick).
Starship se sépare en 1991. L'année suivante, Kantner et Thomas créent, chacun de leur côté, de nouvelles incarnations du groupe, respectivement nommées « Jefferson Starship The Next Generation » et « Starship Featuring Mickey Thomas ». Les deux formations continuent à se produire sur scène.

## Discographie

### En solo
- 1976 : As Long As You Love Me
- 1981 : Alive Alone
- 2004 : Over the Edge
- 2011 : Marauder

### Avec Elvin Bishop Group
- 1975 : Struttin' My Stuff
- 1976 : Hometown Boy Makes Good!
- 1977 : Raisin' Hell

### Avec (Jefferson) Starship
- 1979 : Freedom at Point Zero
- 1981 : Modern Times
- 1982 : Winds of Change
- 1984 : Nuclear Furniture
- 1985 : Knee Deep in the Hoopla
- 1987 : No Protection
- 1989 : Love Among the Cannibals